# شهرستان ناکس (اوهایو)
شهرستان ناکس، اوهایو (به انگلیسی: Knox County, Ohio) یک سکونتگاه مسکونی در ایالات متحده آمریکا است که در اوهایو واقع شده‌است.